# R. B. Greaves
R. B. Greaves (* 28. November 1943 in Georgetown, Guyana als Ronald Bertram Aloysius Greaves III.; †  27. September 2012 in Granada Hills, Kalifornien) war ein US-amerikanischer Sänger und Songwriter, der vor allem durch seinen Hit Take a Letter, Maria aus dem Jahre 1969 bekannt geworden ist.

## Leben
Greaves wurde 1943 in einem Stützpunkt der US-Armee geboren. Er wuchs in einem indianischen Reservat auf und zog 1963 nach Großbritannien.
Greaves starb im Jahre 2012 im Alter von 68 Jahren an Prostatakrebs.

## Karriere
Greaves hatte seine Karriere in Großbritannien, wie auch in den Karibischen Inseln begonnen, wo er als Sonny Childe mit seiner Gruppe The TNTs seine Platten veröffentlichte. Seine Debütsingle, Take a Letter, Maria, veröffentlicht unter dem Namen R. B. Greaves, wurde produziert von Ahmet Ertegün, dem Präsidenten von Atlantic Records.
Der Song handelt von einem Mann, der seiner Sekretärin Maria einen Brief an seine Frau diktiert, die ihn in der Nacht zuvor betrogen hat. Zum Schluss wird noch erwähnt, dass eventuell Maria zur neuen Liebe des Mannes geworden ist.
Der Song blieb für 15 Wochen in den Billboard Hot 100, wurde von der RIAA mit Gold ausgezeichnet und wurde ungefähr 2,5 Millionen Mal verkauft. Es wurde gecovert unter anderem von Gary Puckett oder Jimmy Ruffin.
Nach dem Hit nahm Greaves als Absicherung ein paar Coverversionen auf, wie Burt Bacharachs und Hal Davids (There's) Always Something To Remind Me oder Procol Harums A Whiter Shade of Pale. Nachdem er bei Atlantic Records Anfang der 1970er Jahre ausgestiegen war, ging er zunächst zu Sunflower Records, bevor er bei Bareback Records unter Vertrag genommen wurde. Der einzige Song, der noch unter dem Label in die Charts kam, war Margie, Who's Watching the Baby.
Weiterer kommerzieller Erfolg kam nicht mehr. Bei Greaves handelt es sich um ein One-Hit-Wonder.

## Familie
Greaves war der Neffe von Sam Cooke, der als einer der Väter des Soul gilt.

## Diskografie (Auswahl)

### Alben
| Jahr | Titel        | Höchstplatzierung, Gesamtwochen, AuszeichnungChartplatzierungen (Jahr, Titel, Platzierungen, Wochen, Auszeichnungen, Anmerkungen) | Höchstplatzierung, Gesamtwochen, AuszeichnungChartplatzierungen (Jahr, Titel, Platzierungen, Wochen, Auszeichnungen, Anmerkungen) | Anmerkungen |
| Jahr | Titel        | US | R&B | Anmerkungen |
| ---- | ------------ | --- | --- | ----------- |
| 1969 | R.B. Greaves | US85 (14 Wo.)US | R&B24 (13 Wo.)R&B |             |

Weitere Alben
- 1977: R.B. Greaves

### Singles
| Jahr | Titel Album                                          | Höchstplatzierung, Gesamtwochen, AuszeichnungChartplatzierungen (Jahr, Titel, Album, Platzierungen, Wochen, Auszeichnungen, Anmerkungen) | Höchstplatzierung, Gesamtwochen, AuszeichnungChartplatzierungen (Jahr, Titel, Album, Platzierungen, Wochen, Auszeichnungen, Anmerkungen) | Höchstplatzierung, Gesamtwochen, AuszeichnungChartplatzierungen (Jahr, Titel, Album, Platzierungen, Wochen, Auszeichnungen, Anmerkungen) | Höchstplatzierung, Gesamtwochen, AuszeichnungChartplatzierungen (Jahr, Titel, Album, Platzierungen, Wochen, Auszeichnungen, Anmerkungen) | Anmerkungen                                                   |
| Jahr | Titel Album                                          | DE | US | R&B | A. C. | Anmerkungen                                                   |
| ---- | ---------------------------------------------------- | --- | --- | --- | --- | ------------------------------------------------------------- |
| 1969 | Take a Letter, Maria R.B. Greaves                    | DE29 (6 Wo.)DE | US2 Gold · (15 Wo.)US | R&B10 (9 Wo.)R&B | A. C.3 (4 Wo.)A. C. | Autor: R. B. Greaves                                          |
| 1970 | (There’s) Always Something to Remind Me R.B. Greaves | — | US27 (8 Wo.)US | R&B50 (2 Wo.)R&B | A. C.3 (8 Wo.)A. C. | Autor: Burt Bacharach und Hal David; Original: Dionne Warwick |
| 1970 | Fire and Rain                                        | — | US82 (3 Wo.)US | — | A. C.37 (2 Wo.)A. C. | Autor und Original: James Taylor                              |
| 1970 | Georgia Took Her Back                                | — | US88 (2 Wo.)US | — | — |                                                               |
| 1970 | A Whiter Shade of Pale                               | — | US82 (2 Wo.)US | — | — | Autor: Keith Reid; Original: Procol Harum                     |
| 1977 | Who’s Watching the Baby (Margie) R.B. Greaves        | — | — | R&B66 (7 Wo.)R&B | — |                                                               |

Weitere Singles
- 1972: Margie, Who’s Watching the Baby